# Фриулско херцогство
Фриулското херцогство (на италиански: Ducato del Friuli o di Cividale; на немски: Herzogtum Friaul) е лангобардско херцогство в днешен Фриули от 568 до 776 г.

## История
След като Албоин завладява територията Венето, поставя племенника си Гизулф I за dux на Forum Iulii (Friaul) със столица Цивидале (568 – 581). Гизулф заселва избрани от него лангобардски farae (фамилни съюзи). Херцогството е било от най-големите лангобардски дукати и граничело с аварите, Словения и Византия.
От 776 до 828 г. е в царството на франките. Към края на 9 век принадлежи на патриарха на Аквилея. През 952 г. е част от Марка (марк-графство) Веронска марка (Marca di Verona).